# Falconiformes
Els falconiformes (Falconiformes) són un ordre format per tots els rapinyaires diürns que no pertanyen a l'ordre dels accipitriformes.

## Morfologia
- Ales estretes i punxegudes.
- Bec molt fort que utilitzen per colpejar les preses i matarles (en canvi, els accipítrids acostumen a emprar la força de les seues urpes per escanyar-les), amb una mena de dent o protuberància en el caire de la mandíbula superior.
- Cua llarga.
- El sentit més desenvolupat és el de la vista i té un camp de visió molt ample.
- No tenen un dimorfisme sexual molt marcat però s'hi observen diferències pel que fa a la mida entre ambdós sexes.

## Taxonomia
Tradicionalment alguns autors han separat falconiformes i accipitriformes, mentre que d'altres han classificat a l'ordre falconiformes tots els rapinyaires diürns. Aquest és el criteri general en la classificació de Clements 2008, que inclou cinc famílies a l'ordre: Falconidae, Accipitridae, Pandionidae, Sagittariidae i Cathartidae.
En la revolucionària classificació de Sibley-Ahlquist, quedà desmuntat aquest ordre, en incloure les famílies Falconidae, Accipitridae i Sagittaridae a l'ordre dels ciconiformes, mentre que els catàrtids passaven a formar part de la família dels cicònids.
Això no obstant, el Congrés Ornitològic Internacional (COI), separà els falcònids en el seu propi ordre (Falconiformes), agrupant la resta de famílies (Cathartidae, Pandionidae, Accipitridae i Sagittaridae) en l'ordre dels accipitriformes, deixant d'aquesta manera els rapinyaires diürns separats en dos ordres. Seguint aquest últim criteri, els falconiformes quedarien reduïts a una única família, Falconidae, amb unes 65 espècies (40 de les quals es troben al gènere Falco).
Ordre Falconiformes
- Família Falconidae
  - Subfamília Falconinae
    - Tribu Caracarini
      - Caracara
      - Daptrius
      - Ibycter
      - Milvago
      - Phalcoboenus
      - Spiziapteryx

    - Tribu Falconini
      - Falco
      - Microhierax
      - Polihierax

  - Subfamília Herpetotherinae
    - Herpetotheres
    - Micrastur